# Elizabeth Lord
Elizabeth Merle Lord (* 1918  in Fort Garry als Elizabeth Merle Crawford; † 20. Mai 1994) war eine kanadische Architektin aus Manitoba. Lord machte 1939 ihren Abschluss an der School of Architecture der University of Manitoba. Im Jahr 1944 wurde sie als erste Frau bei der Manitoba Association of Architects eingetragen. Im selben Jahr wurde sie in das Royal Architectural Institute of Canada aufgenommen.

## Karriere
Zu Beginn ihrer beruflichen Laufbahn hatte Lord verschiedene Positionen inne, unter anderem bei der North American Lumber Company, Crawford Painting und der Dominion Government Naval Treasury. Mitte der 1950er Jahre eröffnete Lord schließlich ihr eigenes Architekturbüro. Von ihrem Haus in St. Norbert, Winnipeg, aus arbeitete Lord an Entwürfen für Wohnhäuser, Schulen und Geschäftsgebäude. Mitte der 1950er Jahre war Lord auch Vorsitzende des Ausschusses für Wohnungsbau des Wohlfahrtsrats.
Lord ging 1976 in den Ruhestand.

## Nachweise
1. ↑  Help to Keep Manitoba History Alive. Abgerufen am 17. Dezember 2021 (englisch).
2. ↑  Home. Abgerufen am 17. Dezember 2021 (englisch).
3. ↑   Where did all the bright young women go?, 8. November 1967 Auf Englisch.

| Personendaten    | Personendaten                                                                       |
| ---------------- | ----------------------------------------------------------------------------------- |
| NAME             | Lord, Elizabeth                                                                     |
| ALTERNATIVNAMEN  | Lord, Elizabeth Merle (vollständiger Name); Crawford, Elizabeth Merle (Geburtsname) |
| KURZBESCHREIBUNG | kanadische Architektin                                                              |
| GEBURTSDATUM     | 1918                                                                                |
| GEBURTSORT       | Fort Garry                                                                          |
| STERBEDATUM      | 20. Mai 1994                                                                        |